# Lasioglossum taylorae
Lasioglossum taylorae (лат.) — вид одиночных пчёл рода Lasioglossum из семейства Halictidae. Назван в честь энтомолога Alana Taylor, собравшей типовые экземпляры.

## Распространение
Северная Америка: Канада, США.

## Описание
Мелкие пчёлы длиной около 5 мм. Самки от 4,96 до 5,75 мм. Голова и грудь зелёные с голубоватым и золотистым металлическим отблеском; апикальная половина клипеуса черно-коричневая. Тегулы и ноги красновато-коричневые. Длина переднего крыла самок 3,87—4,05 мм. В переднем крыле 3 субмаргинальные ячейки. Одиночные пчёлы, гнездятся в почве. Вид был впервые описан в 2010 году канадским энтомологом Джейсоном Гиббсом (Jason Gibbs, Йоркский университет, Department of Biology, Торонто, Канада) и отнесён к подроду Dialictus. Назван по имени учёного. Кормовые растения неизвестны.